# Vagner Souta
Vagner Souta Junior (Guarantã do Norte, 10 de fevereiro de 1991) é um canoísta brasileiro. Representou o Brasil nos Jogos Pan-Americanos de 2015 e conquistou a medalha de prata no K4 1000 m e bronze no K-2 1000m.

## Biografia
Souta é nascido em Guarantã do Norte, no Mato Grosso, porém é radicado em Cascavel, no Paraná. Houve um momento em que cogitou virar padre e chegou a frequentar o seminário para tal. Mais tarde, ele esteve no Exército Brasileiro (EB) até que, em 2009, conheceu a canoagem, e, apenas quatro anos depois, já era membro da seleção brasileira.
Nos Jogos Pan-Americanos de 2015, realizados em Toronto, no Canadá, Souta foi medalha de prata na classe K-4 1000 metros, e bronze na classe K-2 1000 metros.
Nos Jogos Olímpicos de Verão de 2016, realizado na cidade do Rio de Janeiro, Souta herdou a vaga na classe K4 1000 metros masculino após as equipes da Bielorrússia e da Romênia serem suspensas pela Federação Internacional de Canoagem (ICF) devido a um esquema de dopagem.  Além de Souta, também ganharam vagas Roberto Maehler e Celso Oliveira. Nas eliminatórias do caiaque quádruplo (K4) 1000 metros, Souta junto a Gilvan Bitencourt Ribeiro, Roberto Maehler e Celso Oliveira, marcaram o sexto tempo com a marca de 3min04s804. Na semifinal, o quarteto ficou em sexto e último lugar com o tempo de 3min09s220, mas alcançou o quinto lugar na segunda bateria, superando a Itália.
Após os Jogos no Rio, em novembro de 2016,  no Campeonato Sul-Americano de Canoagem de Velocidade disputado em Tigre, na Argentina, o quarteto formado por Vagner Souta, Edson da Silva, Roberto Maehler e Gilmar Gomes ficou com a medalha de prata na classe K4 1000 metros. Souta também faturou medalha na disputa da K1 1000m onde ficou com o bronze.
Nos Jogos Pan-Americanos de 2019, realizado em Lima, no Peru, Souta conquistou a medalha de bronze, novamente, na classe K-1 1000 metros.
Integrou a comitiva brasileira nos Jogos Olímpicos de Verão de 2020, que ocorreu em Tóquio, no Japão. Na competição, o canoísta competiu na classe K1 (caiaque) 1.000 metros. Em sua bateria classificatória, ficou no quinto e último lugar com o tempo de com 3min57s178. Logo depois, pelas quartas de final, o atleta encerrou sua bateria na terceira colocação, com 3min52s402, porém tal marca foi o suficiente para que ele se classificasse para a semifinal.